# Analyta nigriflavalis
Analyta nigriflavalis là một loài bướm đêm trong họ Crambidae.